# Batalha de Palmela
A Batalha de Palmela, ocorrida em 1165, foi um encontro armado da Reconquista entre o rei D. Afonso Henriques e o governador muçulmano de Badajoz, que foi derrotado na ocasião. 

## História
Em 1158, Afonso Henriques conquistou a importante cidade portuária de Alcácer do Sal e após esta cidade ter caído em mãos do rei português, renderam-se ou foram conquistadas numerosas outras vilas no Alentejo. Todas estas posições foram reconquistadas pelos Almóadas após a Batalha de Alcácer do Sal em 1161, menos Alcácer, que se manteve em mãos cristãs.
A 21 de Fevereiro de 1165, Afonso Henriques conquistou o castelo de Sesimbra depois de lhe ter constado que aquela fortificação encontrava-se mal defendida.
Assim que soube do ocorrido, o governador Almóada de Badajoz, a maior e mais poderosa cidade muçulmana no ocidente peninsular, partiu para a região a recuperar o castelo com um grande destacamento de guerreiros, entre cavaleiros e peões. No entanto, os muçulmanos avançavam mal ordenados. Ao saber da aproximação do governador, Afonso Henriques saiu a campo e derrotou-o em batalha perto de Palmela. A seguir à batalha, Palmela rendeu-se.
No mesmo ano em que se deu a conquista de Sesimbra, a batalha de Palmela e a ocupação de Palmela, Évora foi também conquistada por Geraldo Sem Pavor.